# Saratoga Springs (Utah)
Pour les articles homonymes, voir Saratoga Springs.
La ville américaine de Saratoga Springs est située dans le comté d'Utah, dans l’État de l’Utah. Selon le recensement de 2010, sa population s’élève à 17 781 habitants.

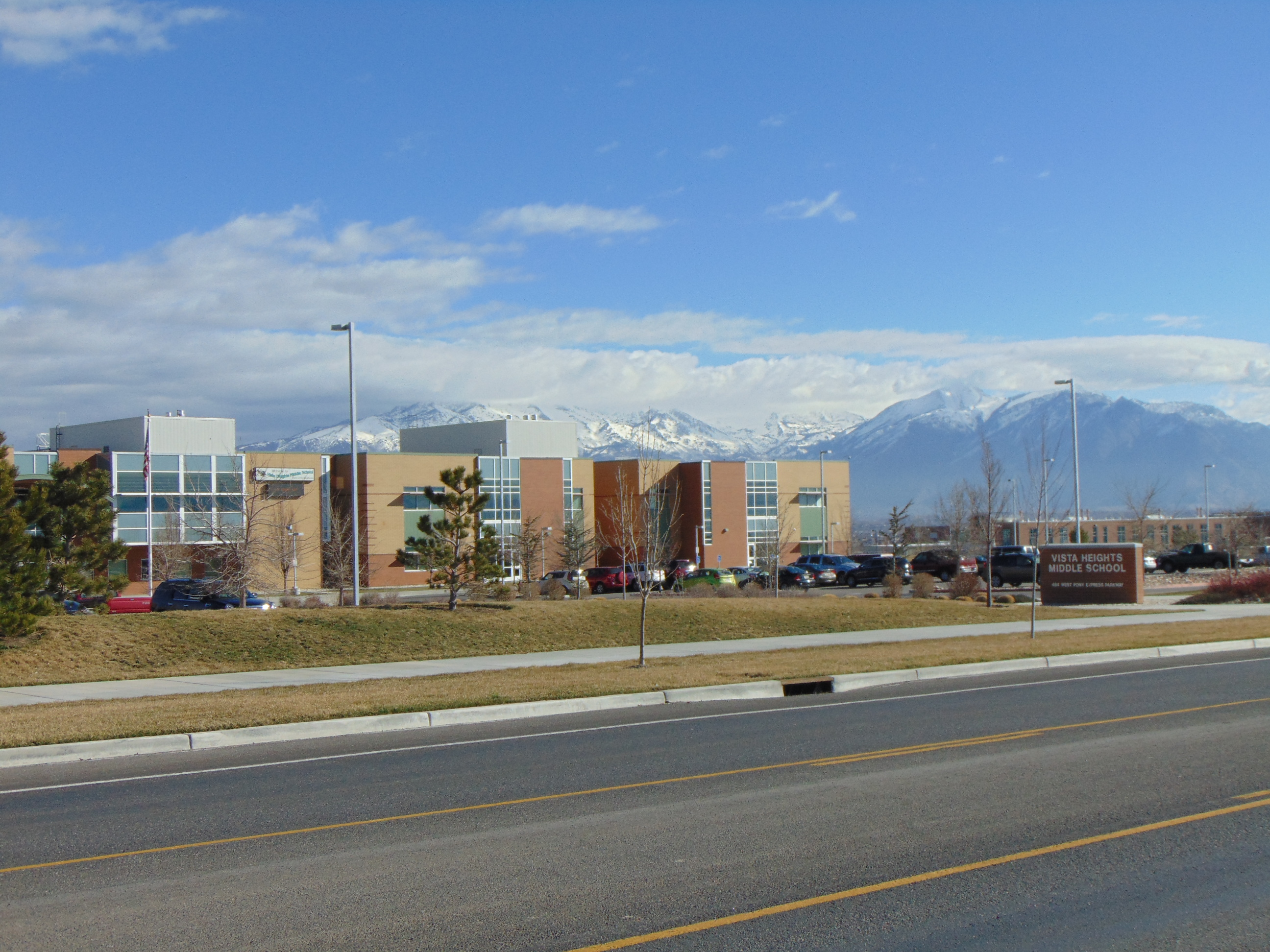
Collège Vista Heights, mars 2016

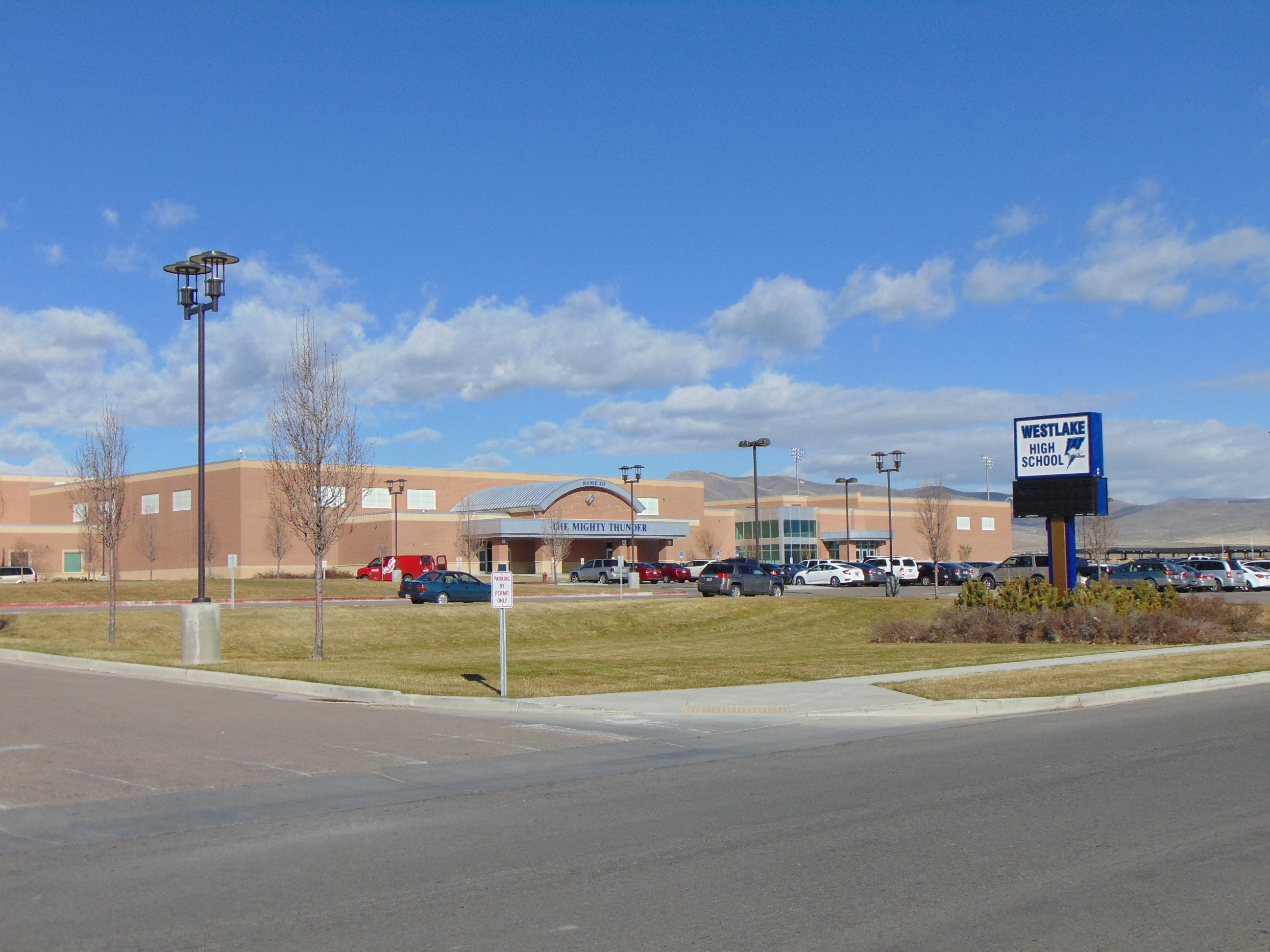
École secondaire Westlake, mars 2016

Elle fait partie de la métropole Provo-Orem. La ville a été incorporée le 31 décembre 1997  et est en développement rapide le long des rives nord-ouest du lac Utah. La population est estimée à 33 282 en 2019 ce qui en fait l'une des villes américaines à la croissance la plus rapide au cours de cette période.

## Personnalités liées à la ville
- Mia Love